# Ghiacciaio Plummer
Il ghiacciaio Plummer (in inglese: Plummer Glacier) è un ghiacciaio situato sulla costa di Zumberge, nella parte occidentale della Terra di Ellsworth, in Antartide. In particolare, il ghiacciaio, il cui punto più alto si trova a circa 1.200 m s.l.m., si trova nella parte centrale della dorsale Patrimonio, nelle Montagne di Ellsworth. Da qui, esso fluisce verso est scorrendo lungo il versante settentrionale dei picchi Douglas, nelle colline Impresa.

## Storia
Il ghiacciaio Plummer è stato mappato dallo United States Geological Survey grazie a ricognizioni terrestri dello stesso USGS e a fotografie aeree scattate dalla marina militare statunitense (USN) nel periodo 1961-66 ed è stato poi così battezzato dal Comitato consultivo dei nomi antartici in onore di Charles C. Plummer, glaciologo del Programma Antartico degli Stati Uniti d'America di base alla Stazione Palmer nel 1965.